# SK Blāzma
SK Blāzma was een Letse voetbalclub uit Rēzekne.
De geschiedenis van de club gaat terug tot 1950 maar onder de huidige organisatie speelde de club pas sinds 2007. Het dat jaar opgerichte SK Blāzma kocht de licentie van stadgenoot Dižvanagi Rēzekne dat als tweede team van de club ging spelen. Voor het seizoen 2011 werd de club een licentie geweigerd. In de stad werd toen een nieuwe club opgericht FK Rēzekne/BJSS, vanuit de gelijknamige in 2002 opgerichte voetbalschool, die in de 1. līga ging spelen.

## Naamsveranderingen
- 1950—1955: Dynamo Rezekne
- 1956—1964: Rezekne
- 1965—1988: Mašīnbūvētājs Rezekne
- 1989: Torpedo Rezekne
- 1990: Latgale Rezekne
- 1991: Strautmala Rezekne
- 1992—1996: PSK "Vairogs"
- 1997—2001: FK Rēzekne
- 2002—2006: SK "Dižvanagi"
- 2007—2011: SK "Blāzma"